# Интернет мозак (књига)
Интернет мозак: како дигитална цивилизација обликује мозгове наше деце (енгл. iBrain: Surviving the Technological Alteration of the Modern Mind) је стручна монографија америчких аутора Гери Смола (енгл. Gary Small) и Гиги Воргана (енгл. Gigi Vorgan), објављена 2008. године. Српско издање објавила је издавачка кућа "Психополис институт" 2011. године у преводу Марије Хармат.

## О ауторима
Др Гери Смол и Гиги Ворган су супружници који са двоје деце живе у Лос Анђелесу. Др Гери Смол је директор Центра за истраживање памћења и старења при Семел институту за неуронауку и људско понашање, као и Центра за старење при Калифорнијском универзитету у Лос Анђелесу. Пре него што се удружила са својим супругом др Геријем Смолом да би заједно написали књиге Библија памћења, Рецепт за памћење, Библија дуговечности, Интернет мозак, Гиги Ворган је написала и продуцирала бројне филмове и телевизијске емисије. 

## О књизи
Један од водећих америчких неуронаучника Гери Смол, у сарадњи са Гиги Ворган, у књизи истражује изузетну еволуцију људског мозга узроковану данашњим сталним технолошким присуством.
Књига Интернет мозак: како дигитална цивилизација обликује мозгове наше деце на занимљив, стручан али и разумљив начин говори о процесима и променама у мозгу, технологији која раздваја генерације, зависности од технологије, хај-тек култури, еволуцији мозгова, технолошком прибору, па све до хај-тек речника и скраћеница смс порука и емотикона.
Данашњи млади људи у тинејџерским и двадесетим годинама су названи дигиталним домороцима. Карактеристично за њих је да нису видели свет без рачунара, 24-часовних вести, интернета, мобилних телефона – са музиком, камерама, смс порукама… 
Због тога су управо они ти који су склони да буду најосетљивији на дигиталну технологију, јер су и најизложенији њеном утицају. Ретко одлазе у библиотеке, не претражују класичне енциклопедије, све што их занима је на претраживачима интернета.
Аутори износе закључке да се неуронски склоп младих, дигиталних домородаца, драстично разликује од склопа оних који су у дигитално доба ушли као одрасли људи, дигиталних имиграната, што доводи до дубоко подељеног јаза мозгова између старијих и млађих умова – у једној генерацији.
Они одвајају дигиталне домороце од дигиталних имиграната и сугеришу да интернет радикално мења начин на који се млади умови развијају и функционишу.
Књига Интернет мозак: како дигитална цивилизација обликује мозгове наше деце је путоказ за превазилажење дигиталног јаза између деце и родитеља.